# Saint-Pierre (Reims)

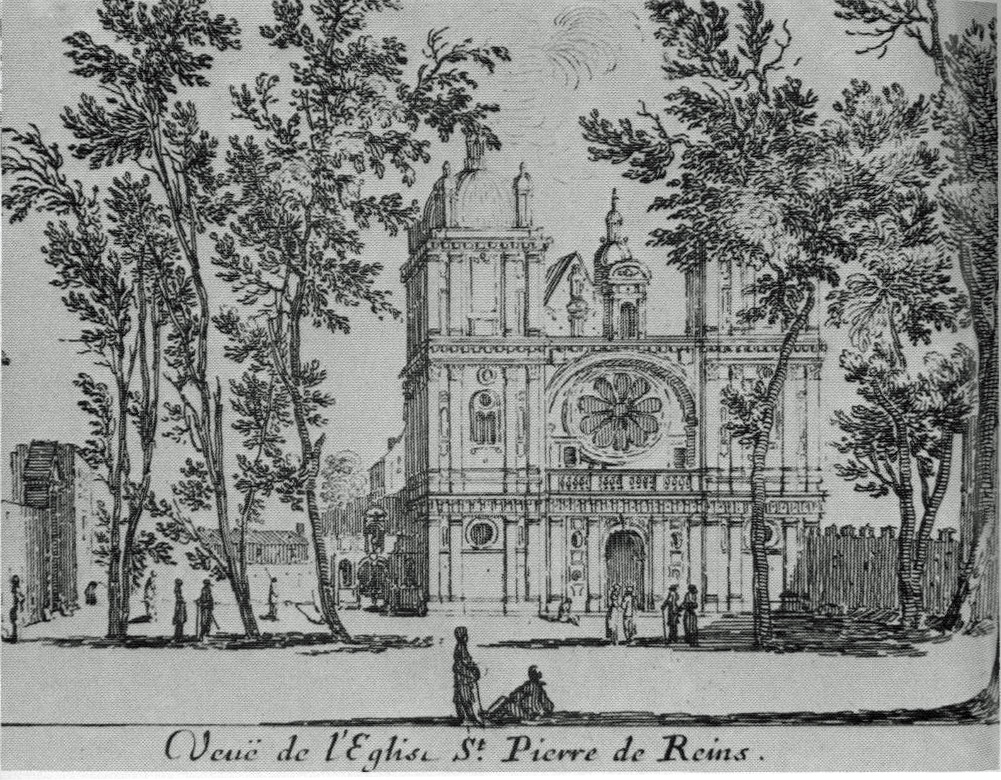
Kirch, Saint-Pierre.

In Reims existierten im Mittelalter zwei Frauenklöster gleichzeitig, die den Namen Saint-Pierre trugen. Sie lagen nicht weit voneinander entfernt und wurden durch die zusätzliche Bezeichnung d’en-Bas und d’en-Haut unterschieden. Während die eine Abtei zumindest vom Ende des 6. Jahrhunderts bis zur Revolution existierte, verschwand die andere, spätestens Anfang des 9. Jahrhunderts gegründete, noch vor dem Ende des Mittelalters.